# Desmopachria iridis
Desmopachria iridis är en skalbaggsart som beskrevs av Young 1980. Desmopachria iridis ingår i släktet Desmopachria och familjen dykare. Inga underarter finns listade i Catalogue of Life.